# Lilian von Schweden

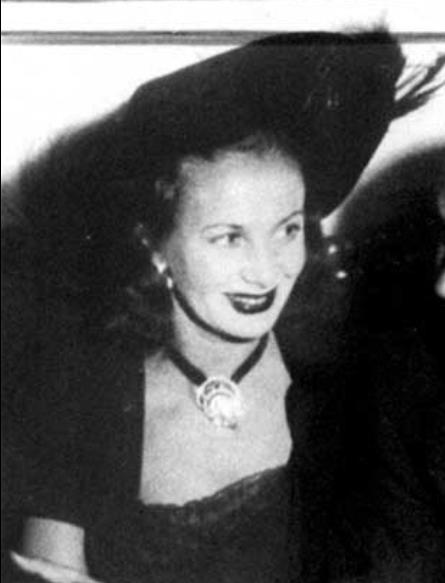
Lilian von Schweden in den 1940er Jahren

Prinzessin Lilian von Schweden, Herzogin von Halland (* 30. August 1915 als Lillian May Davies in Swansea, Wales; † 10. März 2013 in Stockholm), war die Witwe von Prinz Bertil von Schweden, einem Sohn von König Gustav VI. Adolf und Onkel von König Carl XVI. Gustaf. Ihr Vorname wurde ursprünglich Lillian geschrieben, sie strich ein l, als sie in ihrer Jugend als Fotomodel arbeitete.

## Leben
Lilian Davies war die Tochter von William John Davies und Gladys Mary Curran. Von 1940 bis 1945 war sie mit Walter Ivan Craig, einem Schauspieler, verheiratet. Im Zweiten Weltkrieg arbeitete Lilian Craig in einer Fabrik, die Radios für die Britische Marine herstellte, und in einem Lazarett.
1943 traf sie Prinz Bertil in London auf einer von ihr ausgerichteten Party kurz vor ihrem 28. Geburtstag. Schon bald darauf wurden sie ein Paar. Als Bertils älterer Bruder, Erbprinz Gustav Adolf, Anfang 1947 bei einem Flugzeugabsturz starb, wurde dessen acht Monate alter Sohn Carl Gustaf Thronfolger. Wäre der zu diesem Zeitpunkt bereits 64-jährige König Gustav VI. Adolf gestorben, bevor Carl Gustaf volljährig wurde, hätte Bertil die Regentschaft übernehmen müssen, da alle anderen Anwärter bereits wegen nicht standesgemäßer Verbindungen aus dem schwedischen Königshaus ausgeschieden waren. Bertil fühlte sich verpflichtet, sich für diesen Fall bereitzuhalten, und wollte daher seinen Platz in der Thronfolge nicht durch Heirat mit einer Bürgerlichen aufgeben. Infolgedessen lebten Lilian und Bertil über 30 Jahre lang unverheiratet zusammen. Bertil wurde jedoch nie Regent, da Carl XVI. Gustaf bereits volljährig war, als sein Großvater Gustav VI. Adolf 1973 starb.

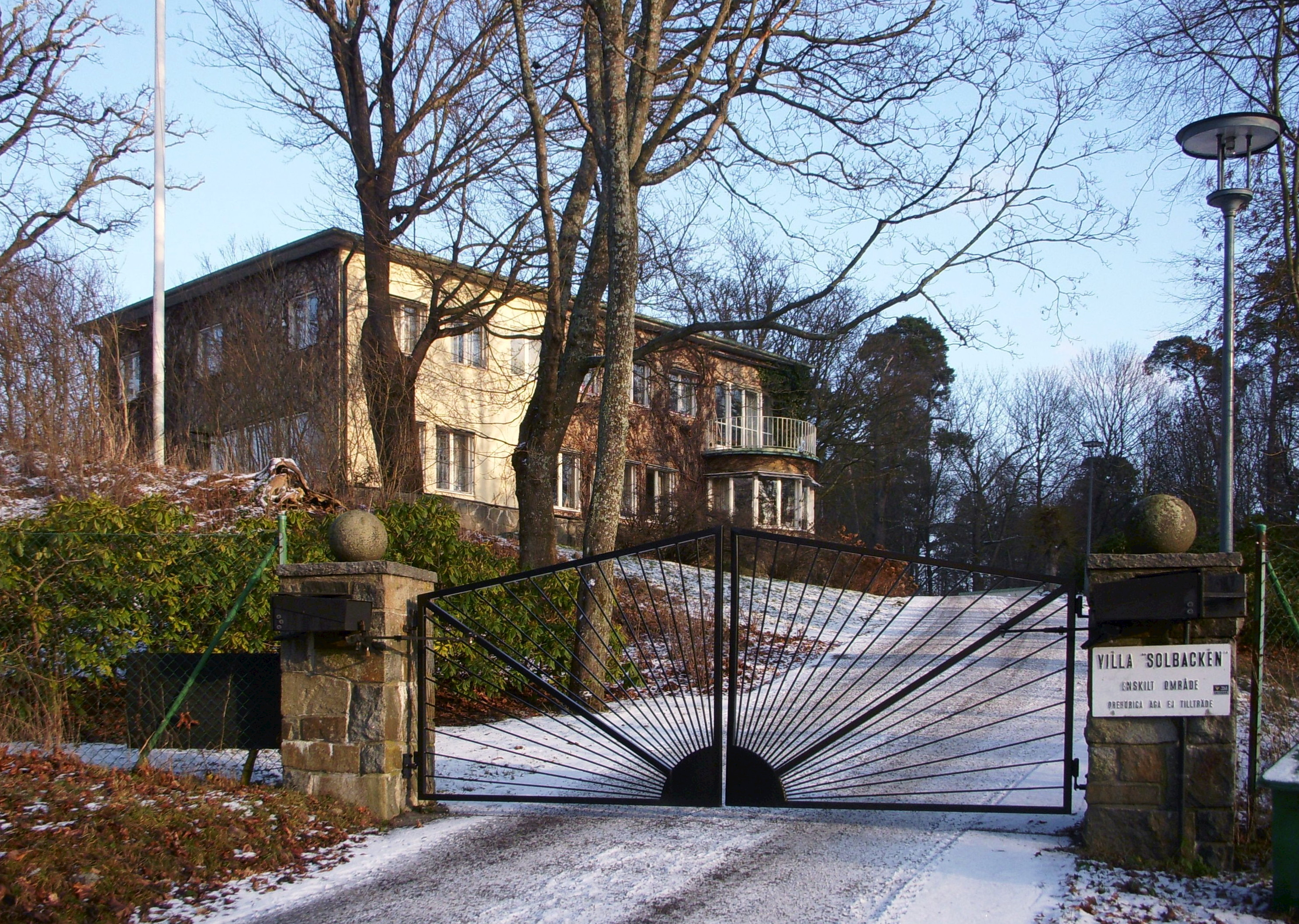
Die Villa Solbacken, Wohnung von Prinz Bertil und Prinzessin Lilian ab 1949

Am 7. Dezember 1976 heirateten Lilian und Bertil nach Erteilung der königlichen Erlaubnis in der Palastkirche von Drottningholm in Anwesenheit des Königs und der Königin. Prinz Bertil starb am 5. Januar 1997 in der Villa des Paares im Stockholmer Stadtteil Djurgården. Prinzessin Lilian war an seiner Seite. Auch nach dem Tode ihres Mannes übernahm sie weiterhin Repräsentationspflichten für die königliche Familie. Sie war Schirmherrin vieler Organisationen, unter anderem der SOS-Barnbyar Sverige, Ehrenmitglied zahlreicher Clubs und Gesellschaften und verlieh traditionell jährlich eine Reihe von Auszeichnungen, darunter den „Torsten und Ragnar Söderberg Preis“ in Medizin und den „Hasselblad Foundation Award“. Ihre Stiftung „Prince Bertil and Princess Lilian Sports Foundation“ förderte Sportler. Sie war Trägerin des Sankt-Olav-Ordens, des höchsten Ordens Norwegens.
2000 veröffentlichte sie eine Biographie über ihr Leben mit Prinz Bertil.
Prinzessin Lilians offizielle Auftritte gingen im Lauf der Zeit aus Alters- und Gesundheitsgründen zurück. Im Jahr 2006 nahm sie zum letzten Mal an den Feierlichkeiten zur Nobelpreis-Verleihung teil. Im August 2008 und im Februar 2009 erlitt sie nach Stürzen Knochenbrüche und musste im Krankenhaus behandelt werden. Im Juni 2010 informierte das Königshaus die Öffentlichkeit darüber, dass Prinzessin Lilian an der Alzheimer-Krankheit litt.
Sie wurde in der Villa Solbacken gepflegt, in der sie und Prinz Bertil seit 1949 gewohnt hatten, und verstarb dort am 10. März 2013 in Anwesenheit der königlichen Familie. Am Morgen des 11. März läuteten die Kirchenglocken im Zentrum Stockholms zur Trauer. Auf den königlichen Schlössern und Gebäuden der Regierung wurden die Flaggen auf halbmast gesetzt, nur unterbrochen für den Staatsbesuch des türkischen Präsidenten Abdullah Gül. Ihr Sarg wurde im Stockholmer Schloss aufgebahrt, wo er am 15. März der Öffentlichkeit zugänglich war. Am 16. März 2013 wurde eine Trauerfeier in der Schlosskirche abgehalten und der Sarg dann auf dem Friedhof Haga bestattet.

## Auszeichnungen
- 1981: Großkreuz des Falkenordens
- 1991: Großkreuz des Christusordens
- 1992: Großkreuz des Sankt-Olav-Ordens
- 1995: Königlicher Seraphinenorden
- 1995: Orden des litauischen Großfürsten Gediminas 2. Klasse
- 1995: Orden des Marienland-Kreuzes 1. Klasse
- 1997: Großes Goldenes Ehrenzeichen am Bande für Verdienste um die Republik Österreich[12]
- 2003: Großkreuz des Verdienstordens der Bundesrepublik Deutschland
- Großoffizier des Drei-Sterne-Ordens